# Zosterops everetti
El anteojitos de Everett (Zosterops everetti) es una especie de ave paseriforme de la familia Zosteropidae. Su nombre conmemora al naturalista y administrador colonial británico Alfred Hart Everett.

## Distribución y hábitat
Se encuentra en la península malaya, Borneo y  Filipinas. Su hábitat natural son los bosques tropicales húmedos y los bosques montanos.